# رالف لورين (شركة)
شركة رالف لورين هي شركة أمريكية خاصة للتداول العام مقرها في نيويورك في الولايات المتحدة، وهي شركة مختصة بالملابس الفاخرة والاكسسوارات والعطور والأدوات المنزلية والتي من هي من ضمن الشركة التابعة والتي تسمى بشركة بولو رالف لورين أو شركة بولو للأزياء والتي تأسست عام 1967.

## التاريخ
كان رالف لورين أحد قادة التصميم الذين نشؤوا في المجتمع اليهودي في برونكس، إلى جانب كالفن كلاين وروبرت دينينج.
أسس لورين شركة رالف لورين عام 1967 بربطات عنق رجالية. في عمر 28 عامًا، عمل لورين في شركة تصنيع ربطة العنق Beau Brummell. أقنع رئيس الشركة بالسماح له ببدء مجاله الخاص. بناءً على اهتماماته في الرياضة، أطلق لورين على أول مجموعة كاملة من الملابس الرجالية اسم «بولو» في عام 1968. وقد عمل من «درج» واحد من صالة عرض في مبنى إمباير ستيت، وسلَّم البضائع إلى المتاجر بنفسه.
بحلول عام 1969، باع متجر بلومينغديلز في مانهاتن خط رجال لورين حصريًا. كانت هذه هي المرة الأولى التي تمنح فيها بلومينغديلز مصممًا متجره الخاص داخل متجرهم. في عام 1971، أطلقت شركة Ralph Lauren Corporation مجموعة من القمصان المصممة خصيصًا للسيدات، التي قدمت شعار لاعب بولو، الذي يظهر على طرف القميص. أطلقت أول مجموعة نسائية كاملة في العام التالي.
شهد عام 1972 افتتاح متجر رالف لورين في روديو درايف في بيفرلي هيلز، كاليفورنيا، وهو أول متجر مستقل له. في عام 1972، أصدرت لورين قميصًا قطنيًا قصير الأكمام من 24 لونًا. أصبح هذا التصميم المزخرف بشعار الشركة الشهير (شعار لاعب البولو)، الذي ابتكره محترف التنس رينيه لاكوست (المظهر المميز للعلامة التجارية). في عام 1977، قدمت شركة Ralph Lauren Corporation قميص بولو شبكي قطني مميز بألوان مختلفة، يتميز بشعار لاعب البولو على الصدر.
في عام 1974، قام رالف لورين بتجهيز طاقم التمثيل الرجالي لفيلم The Great Gatsby بالملابس المختارة من مجموعة Polo الخاصة به، سلسلة من البدلات والسترات الصوفية للرجال على طراز عشرينيات القرن الماضي، باستثناء البدلة الوردية التي صممها لورين خصيصًا لجاي غاتسبي من روبرت ريدفورد. في عام 1977، ارتدت ديان كيتون وودي آلن ملابس لورين في فيلم آني هول الحائز على جائزة الأوسكار.
في عام 1978، أطلِق أول عطور Ralph Lauren، من إنتاج شركة Warner Lauren Ltd في Bloomingdale's: Lauren للنساء، وكولونيا Polo للرجال. كانت هذه هي المرة الأولى التي يقدم فيها المصمم عطرين، أحدهما للرجال والآخر للنساء، في وقت واحد.
دخلت الشركة السوق الأوروبية، وانتقلت إلى العالمية، في عام 1981 بافتتاح أول متجر قائم بذاته في شارع نيو بوند في ويست إند بلندن، إنجلترا. افتتح لورين أول سفينة رئيسية له في قصر راينلاندر، في شارع ماديسون وشارع 72 في مدينة نيويورك في عام 1986. في 12 يونيو 1997، أصبحت الشركة شركة مساهمة عامة في بورصة نيويورك.
افتُتح مطعم RL الذي يضم 98 مقعدًا في مارس 1999 في شيكاغو بجوار أكبر متجر رالف لورين الرائد في العالم في زاوية شيكاغو وميتشيغان أفنيوز في شارع Magnificent Mile. تبع ذلك افتتاح مطعمين إضافيين، Ralph's الواقع في بوليفارد 173 في متجر Saint Germain Paris في عام 2010، وThe Polo Bar في متجر Polo في نيويورك في عام 2015.
أطلقت الشركة موقعها الإلكتروني ومتجرها عبر الإنترنت في عام 2000 باسم polo.com بوساطة RL Media (تعاون بين Ralph Lauren وNBC). في عام 2007، استحوذت شركة Ralph Lauren على حصة NBC من RL Media وأعيد إطلاق الموقع باسم ralphlauren.com. في سبتمبر 2015، أُعلن أن ستيفان لارسون سيحل محل مؤسس الشركة، رالف لورين، رئيسًا تنفيذيًا في نوفمبر. بقي لورين في منصب الرئيس التنفيذي والرئيس التنفيذي للإبداع.
في فبراير 2017، أُعلن أن لارسون قد وافق على ترك منصبه رئيسًا تنفيذيًا بدءًا من 1 مايو 2017 بسبب الخلافات مع لورين. في 17 مايو 2017، عين رالف لورين باتريس لوفيت رئيسًا ومديرًا تنفيذيًا. شغل لوفيت مؤخرًا منصب رئيس مجموعة الجمال العالمي في شركة بروكتر آند جامبل، وتولى المنصب في 17 يوليو 2017.
في أكتوبر 2020، أعلنت شركة Ralph Lauren Corporation أنها ستحول علامتها التجارية Chaps إلى نموذج أعمال مرخص بالكامل للتركيز على علاماتها التجارية الأساسية، وتقليل تعرضها المباشر لقناة المتاجر في أمريكا الشمالية، وإنشاء علامة Chaps التجارية لرعايتها مع شريك من ذوي الخبرة. وفي أكتوبر أيضًا، عينت شركة رالف لورين مستشارة إدارة أوباما السابقة فاليري جاريت في مجلس الإدارة.
في مايو 2021، أعلنت شركة Ralph Lauren Corporation أنها ستبيع علامتها التجارية Club Monaco إلى شركة الأسهم الخاصة Regent LP.

## شركة بولو للأزياء

العلامة التجارية لشركة بولو للأزياء.

بعد زواج رالف لورين من ريكي لوبير، أسس أول شركة له للأزياء وذلك بالمال الذي كان يجنيه من جراء بيع ربطات العنق مع بعض من القروض المالية من البنوك وبمساعدة شقيقه، وقد اختار لورين شعارا للشركة على شكل رجل يلعب بولو على الحصان، وقد اختار هذا الشعار واسم الشركة لأن لعبة البولو كانت خاصة بالملوك وكانت لعبة عالمية ومشهورة آنذاك.
شعار رالف لورينبدا لورين توسعاته في التصميم ن فاتفق مع متاجر ” بلومنغديل ” لتقوم ببيع منتجاته من ربطات العنق، ولكن الشركة اشترطت بألا يضع علامته التجارية «بولو رالف لورين» على ربطات العنق، إلا أنه رفض العرض تماما وكاد أن يبحث عن شركة أخرى لبيع منتجاته ولكن الشركة ما لبثت أن وافقت على شروطه بعد أن عرفت نجاح مبيعات ربطات العنق التي يصممها لورين.
وفي عام 1968 بدأ لورين في توسعة مصنعه، ليصبح خط تصنيع للألبسة الرجالية، وكانت تتميز تصاميمها مابين الطابع البريطاني والأمريكي الكلاسيكي، ونجح لورين في بيع منتجاته وأصبح لديه زبائن كثيرة تتهافت على منتجاته.
وفي عام 1971، بدأ لورين في تصميم أول خط تصنيع للألبسة النسائية، ونتيجة للتوسعات التي يعملها لورين قرر دخول مجال البيع بالتجزئة، وفي نهاية عام 1971، قام بافتتاح أول محل لبيع الملابس في بيفرلي هيلز، وقد حقق المحل نجاحا باهرا، مما خوله لتوسعة أعماله فأسس العديد من المحلات التجارية الخاصة به في الولايات المتحدة.